# المتحف اللبناني للحياة البحرية والبرية

من المتحف

متحف الحياة البحرية والبرية في مدينة صور بلبنان هو متحف للأحياء البحرية والبرية ومتعلقاتها ويضم أنواع مختلفة منها. تأسس هذا المتحف على يد جمال يونس، طبيب تقويم الأسنان لبناني وغطاس، الذي قاده شغفه إلى جمع أنواع هائلة من الحيوانات البحرية الخاصة بمياه البحر الأبيض المتوسط.
الصّدفة أدّت دورًا مهمًا في حياة الدكتور يونس الذي انتقل إلى رومانيا ليتابع دراسته الجامعية، وأثناء دروس التشريح، كان على الطلاب أن يواجهوا تقطيع أوصال الجثث، التي كانت تُحفظ بعناية، فاكتشفَ فنّ التحنيط وأخذ يمسك بأسرار المهنة، ويقول: “راودتني فكرة تحنيط الكائنات البحريّة، رغم أن التحنيط البحري لا يمارس في أية دولة في العالم، والدليل أنّني تلقّيت شهادة من مؤسسة “ناشيونال جيوغرافيك سوسيتي” تفيد بأنّ عملي مميّز”. بعدَ تخرّجه عام 1986، بدأ يونس عمله بالتحنيط البحري، ويقول: “على عكس الحيوانات البريّة، فإن جلود الحيوانات المائية (البحرية) تفوقها دقة أثناء العمل، وهذا يعود إلى جفافها وتغيّر لونها وشكلها بسرعة”. ويضيف: “أصبحت أحنّط أشياء لا تخطر على البال أو الخاطر، كالرّخويّات مثل الأخطبوط، والحوت الذي تمّ إنجاز تحنيطه في مدّة أربعة أشهر”. راحت مجموعة يونس تزداد وتنمو، واحتلّت عيادته ومنزله نماذج مختلفة من الحيوانات البحريّة النّادرة، “الأمر الذي جعلني أقدم على إنشاء المتحف”.
بدأ العمل بالمتحف أوائل عام 2002، والمجموعة الموجودة فيه حصيلة جهد عشرين عاماً. ويضمّ المتحف أكثر من ألف نموذج من الحيوانات، إلى جانب الاكواريوم البحري، فضلاً عن مئة نوع من الحيوانات البرية كالذئب، والضبع، والطيور المهاجرة والمائية، وقد وجدت مستقراً لها في المتحف مع زواحف وسلاحف بحرية، وقطع رائعة من الزجاج تعود إلى العهد الفينيقي مستخرَجة من أعماق البحر.

## من المعروضات النادرة في المتحف
- دلفين عملاق (ثلاثة أمتار ونصف المتر، و400 كيلوغرام)
- سلطعون عملاق يزن 9 كيلوغرامات
- سمكة تشبه السيف 120 سنتيمتر
- سمكة تشبه الإنسان (حوريّة البحر)
- قرش يملك أربعة أنوف وأذنين
- قرش (الثور) أربعة أمتار ونصف المتر و500 كيلوغرام
- نجوم من مرحلة التطور العشوائي وأخرى شفافة
- مجموعة من أكبر الأصداف وأروعها من أنحاء العالم
- جراد عملاق (18 سنتيمتر)
- دجاجة ذات أربع أرجل وذيلين
- بومة العملاقة